# 1893년 그로버 클리블랜드 대통령 취임식
제24대 미국 대통령 그로버 클리블랜드 취임식은 1893년 3월 4일 토요일 워싱턴 D.C.의 미국 국회의사당 동쪽 주랑에서 거행되었다. 이는 제27회 미국 대통령 취임식이었으며, 그로버 클리블랜드의 두 번째이자 마지막 4년 임기가 시작되었고 애들레이 E. 스티븐슨의 부통령으로서의 유일한 임기가 시작되었다. 클리블랜드는 정확히 8년 전 제22대 대통령으로 취임했으며, 그의 두 번째 취임은 전직 미국 대통령으로서는 처음으로 비연속 재취임이었다. 대법원장 멜빌 풀러가 대통령 취임 선서를 집행했다. 취임식 중 눈이 내렸다.

## 같이 보기
- 그로버 클리블랜드 2기 행정부
- 1885년 그로버 클리블랜드 대통령 취임식
- 1892년 미국 대통령 선거

## 내용주
1. ↑  이는 2024년 대통령 선거에서 승리한 후 2025년 도널드 트럼프의 취임 때까지 다시 발생하지 않았다.